# Temporada 2008 del fútbol colombiano
La Temporada 2008 del fútbol colombiano abarca todas las actividades relativas a campeonatos de fútbol profesional, nacionales e internacionales, disputados por clubes colombianos, y por las selecciones nacionales de este país, en sus diversas categorías.

## Torneos locales

### Categoría Primera A

#### Torneo Apertura
- Final

| Fecha                                                      | Ciudad | Equipo local    | Resultado | Equipo visitante |
| ---------------------------------------------------------- | ------ | --------------- | --------- | ---------------- |
| 2 de julio                                                 | Cali   | América de Cali | 1 - 1     | Boyacá Chicó     |
| 6 de julio                                                 | Tunja  | Boyacá Chicó    | 1 - 1     | América de Cali  |
| Boyacá Chicó es el campeón en definición por penales (4-2) |        |                 |           |                  |

| Campeón Boyacá Chicó Primer título |

#### Torneo Finalización
- Final

| Fecha                                                       | Ciudad   | Equipo local           | Resultado | Equipo visitante       |
| ----------------------------------------------------------- | -------- | ---------------------- | --------- | ---------------------- |
| 17 de diciembre                                             | Medellín | Independiente Medellín | 0 - 1     | América de Cali        |
| 21 de diciembre                                             | Cali     | América de Cali        | 3 - 1     | Independiente Medellín |
| América de Cali es el campeón por marcador agregado de 4-1. |          |                        |           |                        |

| Campeón América de Cali Decimotercer título |

#### Tabla de reclasificación
En esta tabla se tienen en cuenta todos los partidos del año. Además de los campeones de los torneos Apertura y Clausura, el equipo con mejor puntaje clasificará a la fase previa de la Copa Libertadores 2009. Asimismo, el segundo mejor puntaje otorgará un cupo en la Copa Sudamericana 2009.
| Pos | Equipo                 | Pts | PJ | G  | E  | P  | GF | GC | Dif |
| --- | ---------------------- | --- | -- | -- | -- | -- | -- | -- | --- |
| 1.  | América de Cali        | 87  | 52 | 25 | 12 | 15 | 86 | 58 | 28  |
| 2.  | Independiente Medellín | 78  | 50 | 22 | 12 | 16 | 69 | 49 | 20  |
| 3.  | La Equidad             | 76  | 48 | 21 | 13 | 14 | 57 | 45 | 12  |
| 4.  | Deportivo Cali         | 67  | 48 | 19 | 10 | 19 | 63 | 64 | -1  |
| 5.  | Santa Fe               | 64  | 42 | 18 | 10 | 14 | 49 | 41 | 8   |
| 6.  | Boyacá Chicó           | 64  | 44 | 17 | 13 | 14 | 58 | 52 | 6   |
| 7.  | Junior                 | 62  | 42 | 19 | 5  | 18 | 57 | 50 | 7   |
| 8.  | Deportes Tolima        | 58  | 42 | 17 | 7  | 18 | 54 | 50 | 4   |
| 9.  | Envigado F. C.         | 57  | 42 | 15 | 12 | 15 | 47 | 48 | -1  |
| 10. | Deportivo Pereira      | 57  | 42 | 16 | 9  | 17 | 53 | 66 | -13 |
| 11. | Atlético Nacional      | 56  | 42 | 16 | 8  | 18 | 40 | 46 | -6  |
| 12. | Millonarios            | 52  | 36 | 14 | 10 | 12 | 49 | 41 | 8   |
| 13. | Deportes Quindío       | 52  | 42 | 12 | 16 | 14 | 46 | 50 | -4  |
| 14. | Once Caldas            | 46  | 36 | 12 | 10 | 14 | 40 | 48 | -8  |
| 15. | Atlético Bucaramanga   | 45  | 36 | 12 | 9  | 15 | 33 | 47 | -14 |
| 16. | Cúcuta Deportivo       | 40  | 36 | 11 | 7  | 18 | 29 | 39 | -10 |
| 17. | Atlético Huila         | 38  | 36 | 8  | 14 | 14 | 42 | 51 | -9  |
| 18. | Deportivo Pasto        | 35  | 36 | 8  | 11 | 17 | 24 | 41 | -17 |

 Pts=Puntos; PJ=Partidos jugados; G=Partidos ganados; E=Partidos empatados; P=Partidos perdidos; GF=Goles a favor; GC=Goles en contra; DIF=Diferencia de gol.
|  | Campeón, clasificado a la fase de grupos de la Copa Libertadores 2009. |
|  | Clasificado a la primera fase de la Copa Libertadores 2009.            |
|  | Campeón de la Copa Colombia, clasificado a la Copa Sudamericana 2009.  |
|  | Clasificado a la Copa Sudamericana 2009.                               |

#### Tabla del descenso
Los ascensos y descensos en el fútbol colombiano se definen por la Tabla de descenso, la cual promedia las campañas, 2006-I, 2006-II, 2007-I, 2007-II y 2008-I, 2008-II. Los puntos de la tabla se obtienen de la división del puntaje total entre partidos jugados.
El último en dicha tabla descenderá a la Categoría Primera B dándole el ascenso directo al campeón de la segunda categoría. Por su parte el equipo que ocupe el .penúltimo lugar  en la Tabla de descenso, disputará la serie de promoción ante el subcampeón de la Primera B en partidos de ida y vuelta.
En la Tabla de descenso no cuentan los partidos por cuadrangulares semifinales ni final del campeonato. Únicamente los de la fase todos contra todos.
| Pos | Equipo                   | PTS | PJ  | GF  | GC  | Dif | PROM  |
| --- | ------------------------ | --- | --- | --- | --- | --- | ----- |
| 1.  | Atlético Nacional        | 183 | 108 | 143 | 104 | +39 | 1.694 |
| 2.  | Cúcuta Deportivo         | 173 | 108 | 138 | 107 | +31 | 1.602 |
| 3.  | Deportes Tolima          | 167 | 108 | 162 | 134 | +28 | 1.546 |
| 4.  | Boyacá Chicó             | 161 | 108 | 128 | 114 | +14 | 1.491 |
| 5.  | Deportivo Cali           | 160 | 108 | 143 | 120 | +23 | 1.481 |
| 6.  | Independiente Medellín   | 158 | 108 | 149 | 139 | +10 | 1.463 |
| 7.  | Millonarios              | 157 | 108 | 143 | 128 | +15 | 1.454 |
| 8.  | Once Caldas              | 149 | 108 | 141 | 141 | 0   | 1.349 |
| 9.  | América de Cali          | 148 | 108 | 147 | 153 | -6  | 1.370 |
| 10. | Deportivo Pasto          | 145 | 108 | 122 | 114 | +8  | 1.343 |
| 11. | Deportes Quindío         | 144 | 108 | 126 | 135 | -9  | 1.333 |
| 12. | La Equidad               | 143 | 108 | 122 | 122 | 0   | 1.324 |
| 13. | Santa Fe                 | 143 | 108 | 140 | 146 | -6  | 1.324 |
| 14. | Atlético Huila           | 134 | 108 | 125 | 151 | -26 | 1.241 |
| 15. | Junior                   | 133 | 108 | 128 | 154 | -26 | 1.231 |
| 16. | Deportivo Pereira        | 131 | 108 | 116 | 138 | -22 | 1.213 |
| 17. | Envigado F. C. (P)       | 128 | 108 | 118 | 132 | -14 | 1.185 |
| 18. | Atlético Bucaramanga (D) | 126 | 108 | 115 | 151 | -36 | 1.167 |

| (P) | Disputó y ganó la serie de promoción.                     |
| (D) | Descenso a la Categoría Primera B para la temporada 2009. |

 Pts=Puntos; PJ=Partidos jugados; GF=Goles a favor; GC=Goles en contra; Dif=Diferencia de goles (favor-contra); Prom=Promedio para el descenso

##### Cambios de categoría
|  | Atlético Bucaramanga |

|  | Real Cartagena |

### Categoría Primera B
Deportivo Rionegro superó en marcador agregado de 3-0 a Unión Magdalena en la final del primer semestre. Por ello,Deportivo  Rionegro ya garantiza un cupo en la final del año para buscar el ascenso directo. En el segundo semestre, Real Cartagena superó a Valledupar en la final, que comenzó ganando Valledupar F.C 2-1 en la ida, pero Real Cartagena ganó la vuelta 2-0 y avanzó a la final del año con el Deportivo Rionegro.
En la final del año, Real Cartagena goleó 3-0 a Rionegro en la ida, y a pesar de caer en el regreso 2-1, logró regresar a la Primera A para la temporada 2009, consiguiendo así, su tercer título en la categoría.

| Colombia                             |
| Campeón Real Cartagena Tercer título |

#### Serie de promoción
La serie de promoción por el ascenso la jugarán el subcampeón del año en la Primera B, Deportivo Rionegro, frente al equipo que ocupó la casilla 17 en la tabla de descenso, el Envigado F. C..
| Fecha                                                            | Ciudad   | Equipo local       | Resultado | Equipo visitante   |
| ---------------------------------------------------------------- | -------- | ------------------ | --------- | ------------------ |
| 6 de diciembre                                                   | Rionegro | Deportivo Rionegro | 0 - 1     | Envigado F. C.     |
| 13 de diciembre                                                  | Envigado | Envigado F. C.     | 2 - 1     | Deportivo Rionegro |
| Envigado F. C. permanece en la Primera A para la Temporada 2009. |          |                    |           |                    |

### Copa Colombia
- Final

La Equidad se coronó campeón de la Copa Colombia 2008, y obtuvo como premio un cupo para jugar la Copa Sudamericana 2009, luego de vencer a Once Caldas, 1-0 en el partido de ida, y empatar 3-3 en la vuelta jugada en Manizales.

| Colombia                         |
| Campeón La Equidad Primer título |

### Primera C
En el cuadrangular final disputado en Villanueva, Casanare, el equipo Millonarios B superó a Corpereira, Palmares y La Equidad B para hacerse con el título por segunda vez en su historia.

### XVIII Juegos Deportivos Nacionales
En el torneo masculino, Valle del Cauca superó en la final por la medalla de oro a la selección de Boyacá 2-0. La medalla de bronce fue para Antioquia tras superar a Atlántico 5-2. Entre tanto, en el grupo único del fútbol femenino, Antioquia se llevó el oro al sumar 10 puntos en cuatro encuentros.

## Torneos internacionales

### Copa Libertadores
Los representativos colombianos son:
| Equipo            | Pt | PJ | PG | PE | PP | GF | GC | DG |
| ----------------- | -- | -- | -- | -- | -- | -- | -- | -- |
| Atlético Nacional | 8  | 8  | 2  | 2  | 4  | 9  | 8  | 1  |

- Eliminado en octavos de final ante Fluminense marcador global 3-1.

| Equipo           | Pt | PJ | PG | PE | PP | GF | GC | DG |
| ---------------- | -- | -- | -- | -- | -- | -- | -- | -- |
| Cúcuta Deportivo | 11 | 8  | 3  | 2  | 3  | 7  | 8  | -1 |

- Eliminado en octavos de final ante Santos F. C. marcador global 4-0

| Equipo       | Pt | PJ | PG | PE | PP | GF | GC | DG |
| ------------ | -- | -- | -- | -- | -- | -- | -- | -- |
| Boyacá Chicó | 3  | 2  | 1  | 0  | 1  | 4  | 4  | -  |

- Eliminado en la primera fase ante Audax Italiano marcador global 4-4(v) .

### Copa Sudamericana
Los representativos colombianos son:
| Equipo          | Pt | PJ | PG | PE | PP | GF | GC | DG |
| --------------- | -- | -- | -- | -- | -- | -- | -- | -- |
| América de Cali | 10 | 6  | 3  | 1  | 2  | 8  | 6  | +2 |

- Eliminado en los octavos de final por Botafogo.

| Equipo         | Pt | PJ | PG | PE | PP | GF | GC | DG |
| -------------- | -- | -- | -- | -- | -- | -- | -- | -- |
| Deportivo Cali | 3  | 2  | 1  | 0  | 1  | 1  | 2  | -1 |

- Eliminado en la primera fase por América de Cali.

## Selección nacional

### Mayores
Luego de la goleada en contra de Chile 4-0 por las eliminatorias al mundial, Jorge Luis Pinto fue destituido de su cargo como entrenador de la Selección Colombia, por parte del Comité Ejecutivo de la Federación Colombiana de Fútbol. En su reemplazo fue nombrado, el 16 de septiembre, Eduardo Lara, estratega de las divisiones menores. Lara, quien era interino, fue ratificado y nombrado seleccionador nacional en propiedad el 21 de octubre.

#### Partidos de la Selección mayor en 2008
| Fecha            | Lugar                                            | Rival     | Marcador | Competencia                  | Goles de Colombia                                                                   |
| ---------------- | ------------------------------------------------ | --------- | -------- | ---------------------------- | ----------------------------------------------------------------------------------- |
| 6 de febrero     | Estadio Centenario Montevideo, Uruguay           | Uruguay   | 2 - 2    | Amistoso                     | Edixon Perea 23', 72'                                                               |
| 26 de marzo      | Lockhart Stadium Fort Lauderdale, Estados Unidos | Honduras  | 2 - 1    | Amistoso                     | Wason Rentería 55'                                                                  |
| 30 de abril      | Estadio Alfonso López Bucaramanga, Colombia      | Venezuela | 5 - 2    | Amistoso                     | Hugo Rodallega 1', 70' Roberto Polo 11' Giovanni Hernández 66' Luis F. Mosquera 79' |
| 29 de mayo       | Craven Cottage Londres, Reino Unido              | Irlanda   | 0 - 1    | Amistoso                     | Sin goles                                                                           |
| 3 de junio       | Stade de France Saint-Denis, Francia             | Francia   | 1 - 0    | Amistoso                     | Sin goles                                                                           |
| 14 de junio      | Estadio Monumental Lima, Perú                    | Perú      | 1 - 1    | Eliminatorias Sudáfrica 2010 | Hugo Rodallega 9'                                                                   |
| 18 de junio      | Estadio Olímpico Atahualpa Quito, Ecuador        | Ecuador   | 0 - 0    | Eliminatorias Sudáfrica 2010 | Sin goles                                                                           |
| 20 de agosto     | Giants Stadium Nueva Jersey, Estados Unidos      | Ecuador   | 1 - 0    | Amistoso                     | Sin goles                                                                           |
| 6 de septiembre  | Estadio El Campín Bogotá, Colombia               | Uruguay   | 0 - 1    | Eliminatorias Sudáfrica 2010 | Sin goles                                                                           |
| 10 de septiembre | Estadio Nacional Santiago, Chile                 | Chile     | 4 - 0    | Eliminatorias Sudáfrica 2010 | Sin goles                                                                           |
| 11 de octubre    | Estadio El Campín Bogotá, Colombia               | Paraguay  | 0 - 1    | Eliminatorias Sudáfrica 2010 | Sin goles                                                                           |
| 15 de octubre    | Estadio Maracaná Río de Janeiro, Brasil          | Brasil    | 0 - 0    | Eliminatorias Sudáfrica 2010 | Sin goles                                                                           |
| 19 de noviembre  | Estadio Deportivo Cali Palmira, Colombia         | Nigeria   | 1 - 0    | Amistoso                     | Radamel Falcao García 81'                                                           |
| 28 de diciembre  | Camp Nou Barcelona, España                       | Cataluña  | 2- 1     | Amistoso                     | Freddy Montero 90+2'                                                                |

## Selección femenina

### Sub-17
La Selección femenina de fútbol de Colombia debutó en el Sudamericano Femenino, disputado en Chile, clasificatorio para el Mundial de Nueva Zelanda. Las 'Cafeteritas' fueron segundas del Grupo A tras Argentina. En el cuadrangular final, se coronaron campeonas sobre Brasil y Paraguay, clasificando al Mundial. Esta es la primera ocasión en que una selección femenina de Colombia, en cualquier categoría, clasificó a una Copa Mundial de la FIFA.
En la I edición del Mundial femenino Sub-17, Colombia fue sorteada para jugar en el Grupo A, junto a Dinamarca, Canadá y las anfitrionas, Nueva Zelanda. Las colombianas, dirigidas por Pedro Rodríguez, quedaron últimas de su grupo con dos puntos en tres partidos, luego de dos empates y una derrota. La jugadora más destacada de Colombia, fue la mediocampista Tatiana Ariza.